# 마르크 앙드레
마르크 앙드레(프랑스어: Marc André, 1967년 ~ )는 프랑스의 보드 게임 디자이너이다. 스플렌더, 마제스티 크라운 앤 킹덤의 개발자로 잘 알려져 있다.

## 출시 게임
- 스플렌더
- 마제스티 크라운 앤 킹덤